# زیردریایی کلاس یو-۴۸
زیردریایی کلاس یو-۴۸ (به انگلیسی: U-48-class submarine) یک کلاس از زیردریایی است که طول آن ۲۴۰ فوت ۴ اینچ (۷۳٫۲۵ متر) می‌باشد.